# Viola gremblichii
Viola gremblichii är en violväxtart som beskrevs av Josef Murr. Viola gremblichii ingår i släktet violer, och familjen violväxter. Inga underarter finns listade i Catalogue of Life.